# Serbelodon
Serbelodon es un género extinto de mamífero proboscídeo de la familia Amebelodontidae que vivió durante el Mioceno en América del Norte, hace entre 13,6 y 10,3 millones de años aproximadamente. Tenía colmillos y trompa, y estaba estrechamente relacionado con Amebelodon. Se han encontrado fósiles en California, Nebraska y Oklahoma.
Serbelodon burnhami fue nombrado con posterioridad a su descubrimiento por Frederick Russell Burnham, el cuñado del descubridor John C. Blick.